# Pueblo (Colorado)
Pour les articles homonymes, voir Pueblo.
Pueblo est une ville américaine, siège du comté de Pueblo, dans l’État du Colorado. 

## Géographie
La ville est située au bord de l'Arkansas, dans une région semi-aride à proximité du parc national et réserve de Great Sand Dunes, et s'étend sur 117,5 km2. Parfois surnommée « ville de l'acier » à cause de ses nombreuses aciéries, Pueblo est un centre économique important pour le sud du Colorado et le nord du Nouveau-Mexique. L'Interstate 25 traverse la ville et l'université d'État du Colorado possède une antenne à Pueblo.

## Histoire

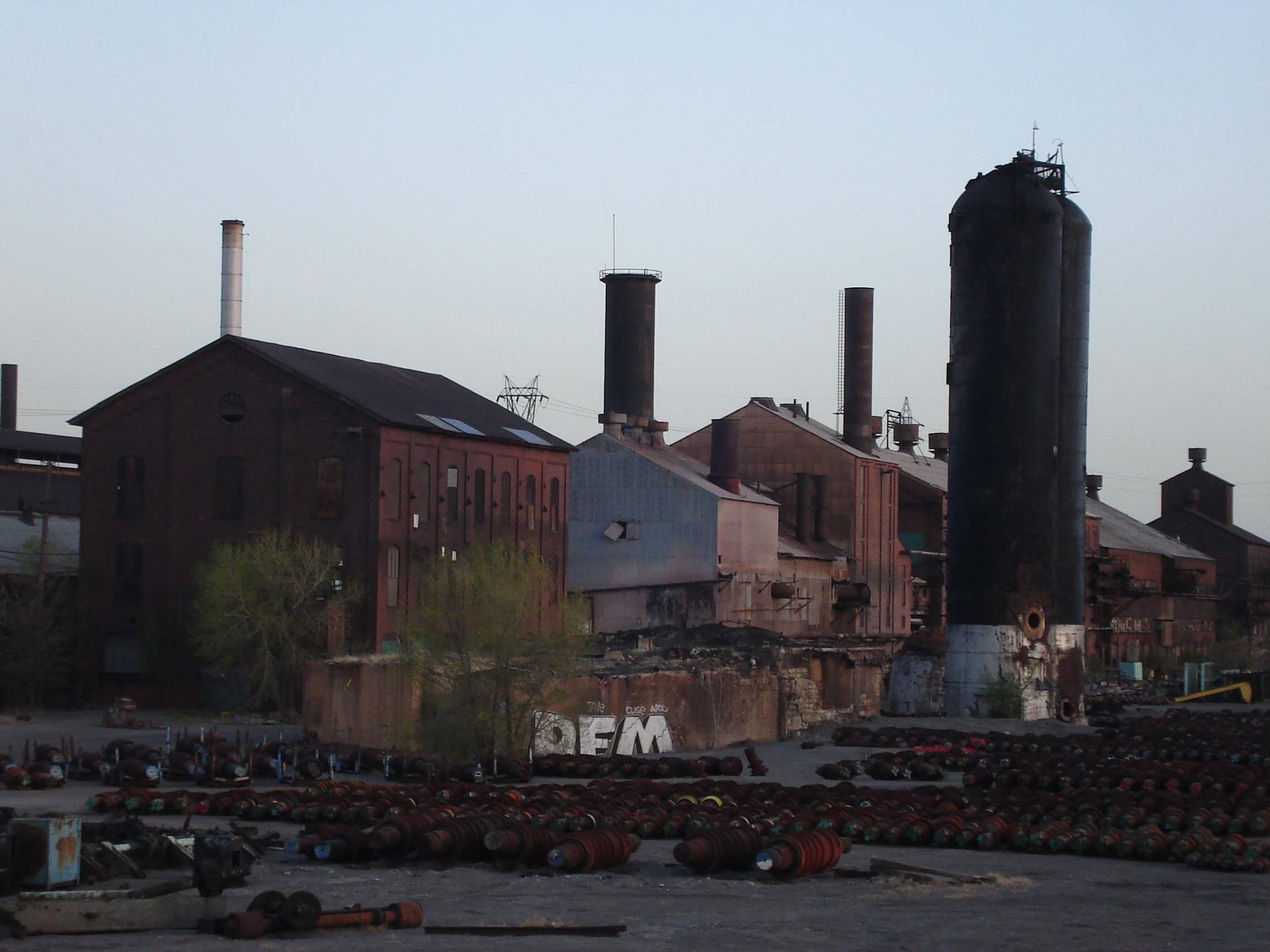
Aciérie de Pueblo

El Pueblo ou Fort Pueblo fut fondée par des trappeurs et des commerçants qui traitaient avec les Amérindiens Utes et Apaches vers 1842. En 1854, la ville est rasée par les Amérindiens puis abandonnée pendant quelques années. Il est reconstruit vers 1859 lors de la ruée vers l'or. La ville actuelle de Pueblo correspond à l'agglomération en 1894 de quatre villes Pueblo, South Pueblo, Central Pueblo, et Bessemer. De nombreuses inondations touchèrent la ville, en particulier celle de 1921, qui détruisit un tiers de la ville. Depuis la ville s'est développée grâce notamment à l'acier mais cherche aujourd'hui à diversifier son tissu économique.

## Géographie
Selon le bureau du recensement des États-Unis, Pueblo a une superficie totale de 54,43 milles carrés (140,97 km2), dont 53,64 milles carrés (138,93 km2) de terre et 0,79 milles carrés (2,05 km2) d'eau.

### Climat
| Mois                                | jan.  | fév.  | mars  | avril | mai   | juin | jui.  | août  | sep. | oct.  | nov. | déc.  | année   |
| ----------------------------------- | ----- | ----- | ----- | ----- | ----- | ---- | ----- | ----- | ---- | ----- | ---- | ----- | ------- |
| Température minimale moyenne (°C)   | −10   | −7,3  | −3,2  | 1,4   | 7,1   | 11,9 | 15,2  | 14,5  | 9,3  | 1,8   | −5,3 | −9,4  | 2,2     |
| Température maximale moyenne (°C)   | 7     | 10,2  | 14,1  | 18,5  | 23,7  | 30,1 | 33    | 31,6  | 27,1 | 20,8  | 12,4 | 7,4   | 19,7    |
| Ensoleillement (h)                  | 232,5 | 228,8 | 285,2 | 315   | 344,1 | 360  | 359,6 | 337,9 | 300  | 275,9 | 219  | 210,8 | 3 468,8 |
| Précipitations (mm)                 | 8,4   | 6,6   | 24,6  | 31,8  | 37,8  | 33,8 | 51,8  | 57,7  | 21,3 | 16,3  | 14,7 | 9,9   | 314,7   |
| dont neige (cm)                     | 14,5  | 8,9   | 16,3  | 11,9  | 1,8   | 0    | 0     | 0     | 1,5  | 4,8   | 12,2 | 13,7  | 85,6    |
| Nombre de jours avec précipitations | 4,3   | 3,5   | 6,2   | 6,8   | 8,2   | 6,8  | 9,5   | 9,1   | 5,3  | 3,5   | 4,5  | 4,1   | 71,8    |
| Nombre de jours avec neige          | 4,5   | 3,5   | 4,3   | 2,3   | 0,4   | 0    | 0     | 0     | 0,3  | 0,6   | 2,9  | 4,2   | 23      |

| Diagramme climatique                                  |             |              |             |             |              |            |              |             |             |              |            |
| J                                                     | F           | M            | A           | M           | J            | J          | A            | S           | O           | N            | D          |
| 7−108,4                                               | 10,2−7,36,6 | 14,1−3,224,6 | 18,51,431,8 | 23,77,137,8 | 30,111,933,8 | 3315,251,8 | 31,614,557,7 | 27,19,321,3 | 20,81,816,3 | 12,4−5,314,7 | 7,4−9,49,9 |
| Moyennes : • Temp. maxi et mini °C • Précipitation mm |             |              |             |             |              |            |              |             |             |              |            |

## Démographie
| 1870 | 1880  | 1890   | 1900   | 1910   | 1920   |
| ---- | ----- | ------ | ------ | ------ | ------ |
| 666  | 3 217 | 24 558 | 28 157 | 41 747 | 43 050 |

| 1930   | 1940   | 1950   | 1960   | 1970   | 1980    |
| ------ | ------ | ------ | ------ | ------ | ------- |
| 50 096 | 52 162 | 63 685 | 91 181 | 97 774 | 101 686 |

| 1990   | 2000    | 2010    | 2020    | - | - |
| ------ | ------- | ------- | ------- | - | - |
| 98 640 | 102 121 | 106 595 | 111 876 | - | - |

## Politique et administration
Pueblo est une municipalité à administration propre (Home rule municipality). Depuis 2019, elle est dirigée par un maire et un conseil de sept membres, élus pour un mandat de quatre ans.
| Période          | Période      | Identité          | Étiquette    | Qualité |
| ---------------- | ------------ | ----------------- | ------------ | ------- |
| février 2019     | janvier 2024 | Nicholas Gradisar | Démocrate    |         |
| 1er février 2024 | en cours     | Heather Graham    | Républicaine |         |

## Personnalités liées à la ville
- Carmen De Rue, actrice américaine, est née à Pueblo ;
- Cliff Bowes, acteur américain, est né à Pueblo ;
- David Packard, cofondateur de la société Hewlett-Packard, est né à Pueblo ;
- Mamie Eisenhower, femme du général et président Dwight D. Eisenhower, a vécu une partie de son enfance à Pueblo ;
- Wanda Tuchock, scénariste, réalisatrice et productrice américaine, est née à Pueblo.

## Jumelages
- Bergame (Italie)
- Chihuahua (Mexique)
- Lucca Sicula (Italie)
- Puebla (Mexique)
- Weifang (Chine)
- Maribor (Slovénie)